# Saint-Nicodème
Saint-Nicodème è un comune francese di 169 abitanti situato nel dipartimento delle Côtes-d'Armor nella regione della Bretagna.

## Società

### Evoluzione demografica
Abitanti censiti